# Leandra saldanhaei
Leandra saldanhaei är en tvåhjärtbladig växtart som beskrevs av Célestin Alfred Cogniaux. Leandra saldanhaei ingår i släktet Leandra och familjen Melastomataceae. Inga underarter finns listade i Catalogue of Life.